# Marmota olympus
Marmota olympus (бабак олімпійський) — вид гризунів з родини вивіркових (Sciuridae); зустрічається лише в американському штаті Вашингтон, на середніх висотах Олімпійського півострова. 
Marmota olympus розміром приблизно з домашню кішку, влітку зазвичай важить близько 8 кг. Цей вид демонструє найбільший статевий диморфізм у бабаків: дорослі самці важать в середньому на 23% більше, ніж самиці. Його можна впізнати за широкою головою, малими очима й вухами, короткими ногами та довгим густим хвостом. Його гострі округлі кігті допомагають рити нори. Колір шерсті змінюється залежно від сезону та віку, але більшу частину року шерсть дорослого бабака коричнева з невеликими білими ділянками. 
Дієта виду складається переважно з різноманітної лугової флори, включаючи сухі трави, які він також використовує як підстилку в норах. На нього полюють різні наземні ссавці та пернаті хижаки, але його головним хижаком сьогодні є койот, однак складна система спілкування за допомогою свисту означає, що більшість бабаків залишаються в безпеці. Живе колоніями. Колонія може складатися лише з однієї родини бабаків або кількох родин із до 40 бабаків. Це дуже товариські тварини, які часто беруть участь у ігрових бійках. Під час сплячки, яка починається у вересні, вони перебувають у стані глибокого сну і не їдять, через що втрачають половину своєї маси тіла. Дорослі особини з'являються в травні, а молодняк – у червні. Самиці бабаків дають 1–6 приплодів через кожний другий шлюбний сезон. 
Бабак олімпійський охороняється законом в Олімпійському національному парку, де є більша частина його середовища існування.